# Marano Equo
Marano Equo település Olaszországban, Lazio régióban, Róma megyében. Lakosainak száma 778 fő (2023. január 1.). Marano Equo Agosta, Anticoli Corrado, Arsoli, Rocca Canterano, Roviano és Cervara di Roma községekkel határos.

## Népesség
A település lakossága az elmúlt években az alábbi módon változott:
| Lakosok száma | 780  | 783  | 778  |
|               | 2017 | 2018 | 2023 |